# Nakarczek

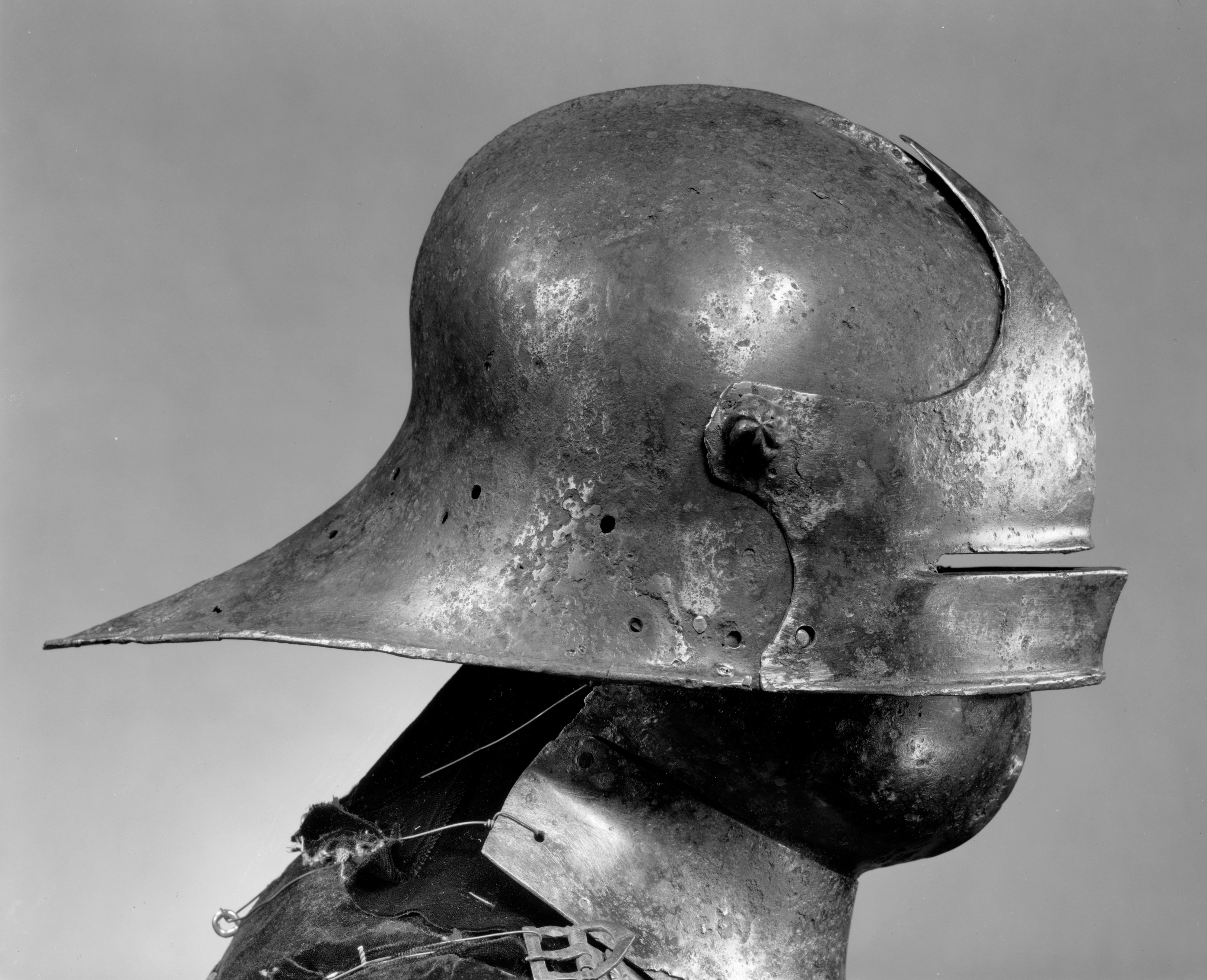
Salada z długim nakarczkiem

Nakarczek – część konstrukcyjna hełmu będąca przedłużeniem tylnej części jego dzwonu, zapewniająca ochronę karku. Nakarczek może być wykonany z jednego profilowanego płata blachy lub kilku nitowanych do skórzanego podkładu metalowych folg.